# هانی، هانی
«هانی، هانی» (انگلیسی: Honey, Honey) ترانه‌ای از گروه پاپ آبا است که در سال ۱۹۷۴ در دومین آلبوم استودیویی آنها واترلو منتشر شد.

## فهرست ترانه‌ها
| شماره | نام                                 | نویسنده(ها)                           | مدت  |
| ----- | ----------------------------------- | ------------------------------------- | ---- |
| ۱.    | «هانی، هانی»                        | بنی آندشون استیگ آندشون بیورن اولویوس | ۲:۵۶ |
| ۲.    | «برقص (تا موقعی که موسیقی برقراره)» | بیورن اولویوس بنی آندشون              | ۳:۰۵ |

## نسخه‌های رسمی
- «هانی، هانی» (نسخهٔ انگلیسی)
- «هانی، هانی» (نسخهٔ سوئدی)

## عملکرد در جداول موسیقی
| جدول (۱۹۷۴)                            | بالاترین رتبه |
| -------------------------------------- | ------------- |
| استرالیا (گزارش موسیقی کنت)            | ۳۰            |
| اتریش (او۳ تاپ ۴۰ اتریش)               | ۴             |
| بلژیک (اولتراتاپ ۵۰ فلاندرز)           | ۱۹            |
| بلژیک (اولتراتاپ ۵۰ والونی)            | ۲۲            |
| موسیقی معاصر بزرگسالان کانادا (آرپی‌ام) | ۸             |
| تک‌آهنگ‌های برتر کانادا (آرپی‌ام)         | ۱۸            |
| دانمارک (آی‌اف‌پی‌آی)                     | ۱۰            |
| (جدول‌های رسمی فنلاند)                  | ۱۴            |
| هلند (۴۰ آهنگ برتر)                    | ۱۶            |
| هلند (۱۰۰ تک‌آهنگ برتر)                 | ۱۷            |
| (تهیه‌کنندگان موسیقی اسپانیا)           | ۱۶            |
| سوئیس (شوایزر هیت‌پاراد)                | ۴             |
| بزرگسالان معاصر ایالات متحده (بیلبورد) | ۲۷            |
| بیلبورد هات ۱۰۰ ایالات متحده           | ۲۷            |
| ۱۰۰ تک‌آهنگ برتر کش‌باکس آمریکا          | ۳۷            |
| آلمان غربی (جدول‌های رسمی آلمان)        | ۲             |

| جدول (۲۰۰۸)       | بالاترین رتبه |
| ----------------- | ------------- |
| نروژ (وی‌جی-لیستا) | ۱۶            |

| جدول (۲۰۲۲)               | بالاترین رتبه |
| ------------------------- | ------------- |
| مجارستان (۴۰ تک‌آهنگ برتر) | ۲۰            |

| جدول (۱۹۷۴)                               | رتبه |
| ----------------------------------------- | ---- |
| تک‌آهنگ‌های برتر کانادا (آرپی‌ام)            | ۱۷۷  |
| آمریکا (سالنامۀ ترانه‌های پاپ جوئل ویتبرن) | ۱۸۳  |